# 入湯税

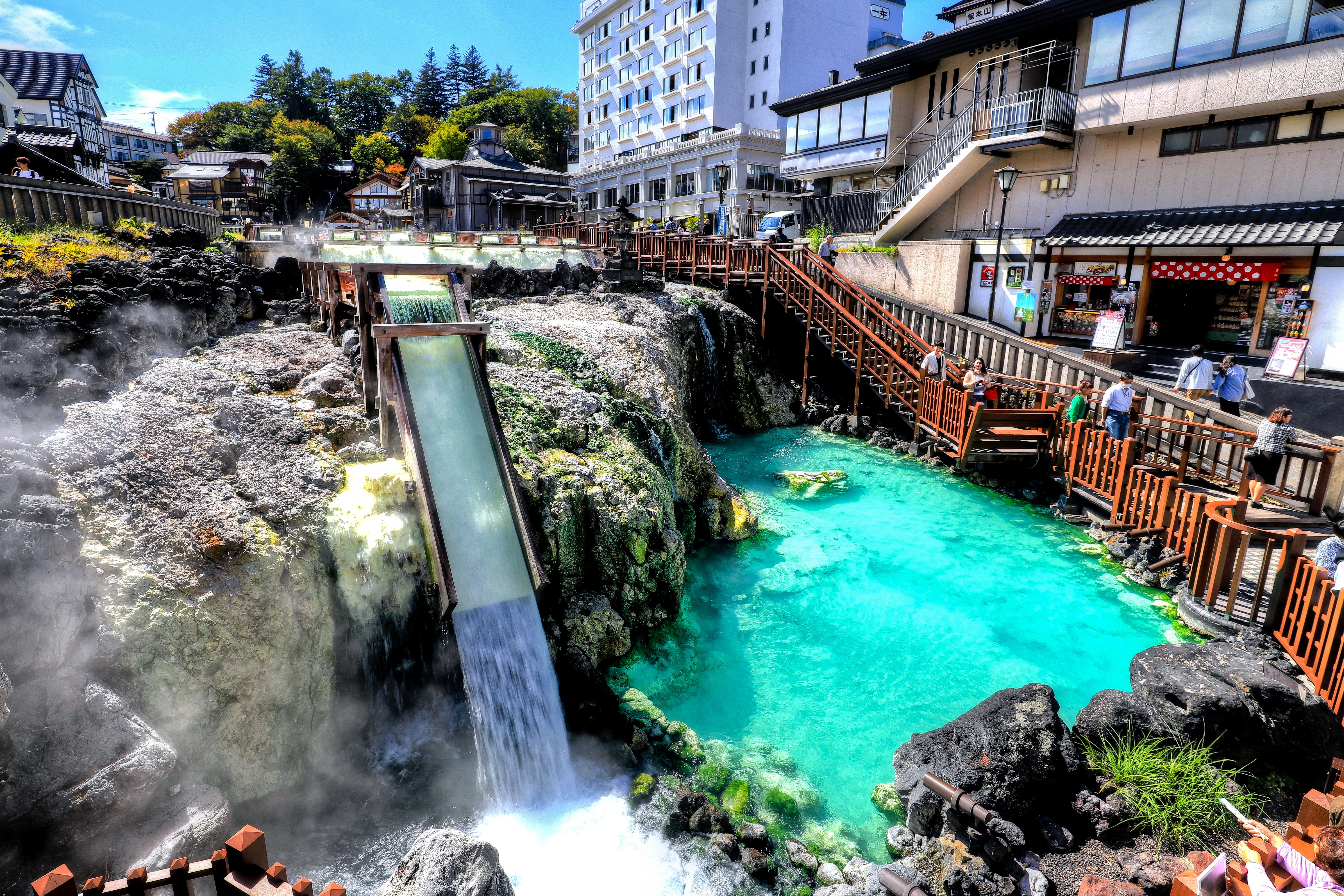
入湯税によって整備されている湯畑（草津温泉）

入湯税（にゅうとうぜい）とは、鉱泉浴場が所在する市町村が、鉱泉浴場における入湯に対し、入湯客に課す目的税たる地方税である。小さな市町村にとっては貴重な自主財源であり、目的税でありながら一般財源的に運用されがちである。
日本国の定める標準税率は1人1日当たり150円で、ほとんどの市町村が則っているが、同時にほとんどの市町村が減免措置も定めている。逆に、観光振興の自主財源として超過課税を行う市町村も存在する。

## 概要
環境衛生施設、鉱泉源の保護管理施設および消防施設その他消防活動に必要な施設の整備ならびに観光の振興および観光施設の整備に要する費用に充てることを目的として、入湯客に課す税金である。1957年（昭和32年）から目的税とされている。他の課税対象に乏しい地域のために設定された税目という歴史的経緯があり、市町村税の総額に占める割合は0.1%（2014年〔平成26年〕度）に過ぎないが、小さな市町村にとっては貴重な自主財源となっており、人口減少が進み住民税や法人税の課税対象者も減少する中で、インバウンド需要など外来者数が増えれば税収の伸びも期待できることから、市町村財政に与える影響力は大きくなっている。
地方税法において、701条から701条の29で定めている。標準税率は1人1日当たり150円である。慣例的に1泊2日は「1日」と見なして課税する。通常、日本における納税義務者の納税額を計算する際、100円未満を切り捨てとする措置が取られるが、入湯税は100円未満であってもその端数を切り捨てない。
納税者は入湯客であるが、浴場の経営者その他徴収の便宜を有する者が市町村の条例に定めるところにより特別徴収義務者に指定され、これが入湯客から税額を徴収する。入浴料金に入湯税を含めて徴収する場合が多いが、宿泊料金には入湯税が含まれる場合と含まれない場合がある。宿泊施設によっては、宿泊料金を消費税込みで表示している場合や電子決済の場合でも、入湯税は別途、現地での支払いを求めることがある。入湯税が宿泊料金に含まれる場合、次のような取り扱いになる。
1. 税込みで発券する旅行クーポンに、他の税目と合わせて入湯税を含むことができる[21]。
2. Go To トラベルの適用時に、入湯税も割引対象に含まれる[22]。
3. 事業の経費とする場合、請求書・領収書等に入湯税額が明記されていれば、入湯税分の消費税は非課税仕入、明記されていなければ宿泊料金の総額が課税仕入となる[23]。

特別徴収義務者は前月分（1日から月末日まで）を翌月の15日または月末日までに納入申告書を添えて納税する。申告の基礎として、帳簿の記帳が義務付けられ、1年間の保存を求められる。帳簿には1日の入湯客数・入浴料金・入湯税額を記帳する。これらの規定は各市町村が条例で定めるので、市町村によっては異なる場合がある。
前述のとおり納税者は入湯客であり、鉱泉浴場の経営者は特別徴収義務者にすぎないが、一般的に間接税に分類されている。

## 課税と法的問題
課税客体は「鉱泉浴場における入湯」行為である。この定義には諸問題を含んでいるが、特別徴収義務者の数が限定できるので、課税庁（市町村）と特別徴収義務者の間で密なコミュニケーションが保たれ、訴訟にまで発展する例は少ない。

### 鉱泉浴場の定義
地方税法に「鉱泉浴場」の定義はなく、判例で「温泉法上の温泉を基準とすべき」とされている。鉱泉分析法指針に規定する鉱泉の基準は、温泉法上の温泉の定義とは厳密には異なるため、「温泉ではあるが鉱泉ではない造成温泉」、「鉱泉ではあるが温泉ではない冷鉱泉」などが発生する。また浴場についても、足湯や岩盤浴などを含むのか、個室に設置された浴槽は浴場と見なせるのか、といった法的な問題がある。実務上は「社会通念上、鉱泉浴場と認識されるもの」に対して課税している。
人工温泉は、温泉法上の温泉ではないので、入湯税の徴収対象にはならないはずである。しかし、鉱泉浴場が「社会通念上、鉱泉浴場と認識されるもの」であることから、人工温泉でも「鉱泉浴場」と認定されていれば、入湯税を徴収されるし、自治体の区域外から温泉水を輸送して浴場に使用する、運び湯の場合にも入湯税は徴収される。

### 入湯行為の定義
入湯税は、入湯という行為に対して課税する「行為税」であるという解釈があり、施設の種別や宿泊の有無にかかわらず、入湯者の入湯行為はすべて課税されるのが本則である。しかし入湯税の課税根拠は、入湯行為に付随する、飲食・宿泊・遊興といった「奢侈的支出」にある。そのため、「奢侈的支出」に当たらない共同浴場・一般公衆浴場の利用や療養目的の湯治に対する減免措置が設けられる（後述）。また支出を伴わない無料の入浴施設の利用者は入湯税の徴収対象に含まれないが、「行為税」と見なすのであれば、本来は入湯税を徴収しなければならない、と考えることもできる。
「入湯行為」を文字通り解釈すれば、浴槽に入る行為のことであるが、「浴場に入っても浴槽に入らない人」や「鉱泉水の入っていない浴槽にのみ入る人」が存在するため、実際に個々人が入湯行為をしたかどうかを把握することは困難である。そこで富山県砺波市は、実際には入湯しなかったとしても、鉱泉浴場を持つ宿泊施設を利用した場合、入湯行為がないことを立証しない限りは入湯税を支払わなければならないとしている。一方、「入湯していない日の分も入湯税を請求された」という相談に対し、弁護士の奥村徹は「入湯していない日については負担しないと思います」と弁護士ドットコムで見解を述べている。
この件に関連して、施設の入場者全員を入湯者と見なし、全員分の入湯税を納税することを求めた行政に対し、温浴施設を含む複合娯楽施設の経営者が異議を申し立てた裁判では、施設側が正確な入湯者数を把握していない場合、証拠に基づいて入湯者数の近似値について合理的な推計をすべきと大阪高等裁判所が判決を出した。この判例では、「鉱泉水の入っていない浴槽にのみ入る人」は入湯行為に該当しないと結論付けている。

## 歴史
入湯税の起源は、1879年（明治11年）制定の地方税規則にある「雑種税」に求められる。雑種税とは、府県が徴収することのできる税の1つで、「営業税の課税対象とならない零細な営業に課する税」とされ、その課税対象の1つに「湯屋」が含まれていた。ただし湯屋は現代の銭湯に相当するものであり、雑種税は温泉に課税するものではなかった。温泉への雑種税の適用が認められるのは1927年（昭和2年）のことであるが、1940年（昭和15年）の地方税法により、府県営業税と雑種税の規定は廃止された。以後は、法の制定前から入湯税（鉱泉浴客への課税）または鉱泉税（鉱泉浴場への課税）を課していた市町村では、継続して徴収することができる税となった。
1947年（昭和22年）の地方税法により、道府県が鉱泉浴場の入湯客に課す税として「入湯税」が定められ、市町村はこれに付加税を課すことができるという規定が設けられた。この時点では目的税であったが、1950年（昭和25年）9月13日の現行地方税法制定により、入湯税は市町村が課す法定普通税に変更された。1957年（昭和32年）4月1日の地方税法改正により、「環境衛生施設その他観光施設の整備に要する費用に充てる」ための目的税に変更され、1971年（昭和46年）に「消防施設の充実」、1977年（昭和52年）に「鉱泉源の保護管理施設」、1990年（平成2年）4月1日に「観光の振興」が課税目的に追加された。目的税化した背景に、温泉地の施設整備費を地方交付税交付金に算入できないことがある。
2004年（平成16年）の「温泉偽装問題」では、一部の鉱泉を利用していない浴場で入湯税を徴収していることが明らかになる。他方、一部の自治体において、特定の温浴施設の入湯税が不正に減免されていた事例がある。

### 標準税率の推移
- 1950年 - 010円[12][38]
- 1953年 - 020円[38]
- 1971年 - 040円[12][38]
- 1975年 - 100円[38]
- 1978年 - 150円[12]

## 税率の採用状況
標準税率はあくまでも標準であるので、各市町村が独自の判断で変更することができる。（法律用語としての標準税率とは、自治体が財政上、その他必要があると認める場合に税率を変えることができるという意味であり、完全に任意の場合は「任意税率」と言う。）2018年（平成30年）度現在の各市町村の入湯税の税率採用状況は下記の通り、最低は20円、最高は250円である。入湯税を課す992市町村（東京都区部は1市町村として計数）のうち、91.3%が標準税率の150円に集中している。
| 税率（円） | 市町村数 |
| ---------- | -------- |
| 20         | 2        |
| 40         | 5        |
| 50         | 13       |
| 70         | 3        |
| 80         | 3        |
| 100        | 50       |
| 120        | 2        |
| 130        | 3        |
| 150        | 906      |
| 200        | 2        |
| 210        | 1        |
| 250        | 2        |

以上の税率は「標準とする税率」であり、ほとんどの市町村では減免措置を定めている。例えば、スーパー銭湯などの日帰り入浴施設を利用した場合は100円とする、長期滞在の湯治客や修学旅行生、12歳未満、共同浴場・一般公衆浴場利用者は非課税とするなどの措置がある。湯治客や共同浴場・一般公衆浴場利用者に対する非課税措置は、日本政府の依命通達が出されている。群馬県草津町（草津温泉）や大分県由布市（湯布院温泉）のように、宿泊料金によって税率を変える市町村もある。また、福岡市では、2020年4月1日からの宿泊税導入に際して、「宿泊税を課税する間」において宿泊時の入湯税を150円から50円に減税している。
なお、入湯税を課すべき施設が市町村内に1つしかないなどの理由で、入湯税に関する条例を制定していない市町村は少なくない。地方税法では、他の目的税が「課することができる」という文言であるのに対し、入湯税は「課するものとする」と規定しており、鉱泉浴場がある市町村はいかなる理由があろうとも入湯税に関する条例を制定し、課税規定を定めなければならないという法解釈が成り立つ。条例がないにもかかわらず、要綱等に基づき役所の裁量で入湯税を徴収している例もある。法学者の藤中敏弘は、「総論的には、地方税法のもと条例に規定がないものは、長年の行政慣例があったとしても排除されるべきであり、要綱等を根拠とした課税実務も認められないと解すべきである。」と述べている。

### 超過課税

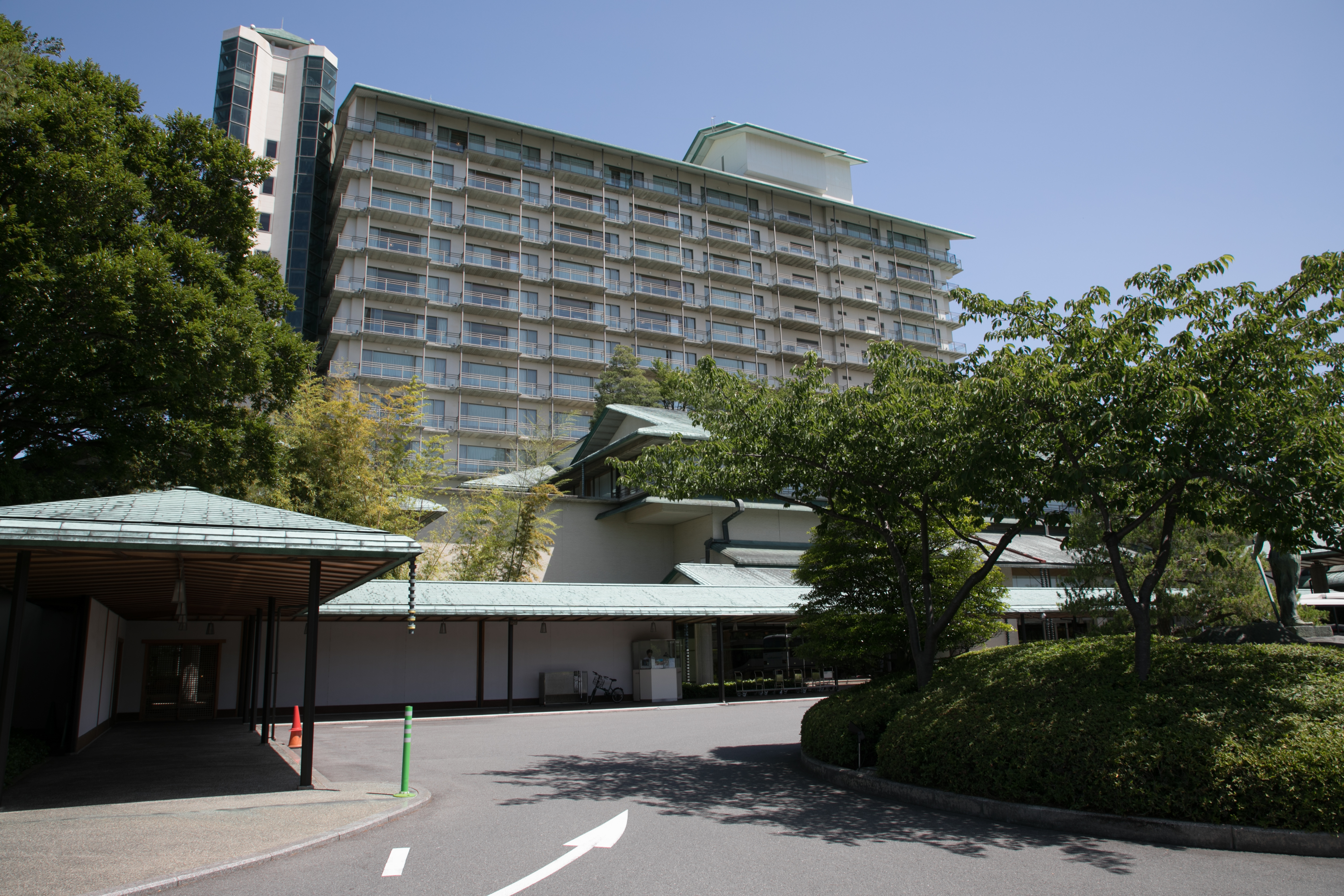
長島温泉ホテル花水木

標準税率を超える税額を設定することを超過課税と言う。2012年（平成24年）度時点で超過課税を行っていたのは三重県桑名市（長島温泉）と岡山県美作市（湯郷温泉）の2市のみであったが、2015年（平成27年）度から北海道釧路市（阿寒湖温泉）が超過課税を開始した。桑名市と美作市は市町村の合併の特例に関する法律（合併特例法）に基づいて旧町の規定を引き継いだもの、釧路市は地方税法の「不均一課税」の規定を適用したものであり、法的根拠に違いがある。その後大阪府箕面市（箕面温泉）と大分県別府市（別府温泉）も税率を改定したため、2018年（平成30年）度現在は5市が超過課税を実施している。主に市町村外の客から徴収するという入湯税の性格上、行政にとっては徴収しやすい税目であり、入湯税を「観光地税」として捉え、超過課税を検討する市町村はほかにもある。一方、地元住民の利用が主体のスーパー銭湯や、価格転嫁の難しい小規模旅館からは反発を受ける可能性がある。
1963年（昭和38年）に湧出した長島温泉では、1964年（昭和39年）に長島観光開発が日帰り入浴施設を開業し、当時の長島町が20円の入湯税を課すようになった。その後、宿泊施設が開業し、日帰り入浴、寮・保養所、ホテルの3段階の税率が設定され、このうちホテルのみ超過課税を実施した。2004年（平成16年）に長島町が旧・桑名市や多度町と合併し、新・桑名市が発足すると、合併から5年間は旧市町の税率を維持し、5年後からは旧長島町の税率に統一することとなった。なお、桑名市で超過課税の対象となっているホテルは、2015年（平成27年）時点で4軒（うち旧長島町に3軒）のみである。他の市町村の事例にあるような、入湯税の使途に関する特別な施策はとっていない。
湯郷温泉では、入湯税150円と入湯料50円を徴収していたが、入湯料の使途が不明確であることが問題となったため、旧美作町時代に入湯税へ一本化し、税率を200円とした。美作町は2005年（平成17年）に4町1村と合併し美作市となり、入湯税の税率は旧美作町に統一された。美作市では徴収した入湯税の半額を「観光振興助成事業」として湯郷温泉旅館組合または入湯税を納税する宿泊施設の所属する地区の観光協会へ還元しており、還元を受けた旅館組合・観光協会は自由に使うことができる。
別府市では2019年（平成31年）4月より、入湯税が宿泊費や飲食費と連動する形に変更したところ、前年度から1億4437万円の増収（前年度比45%増）となった。

#### 釧路市の事例

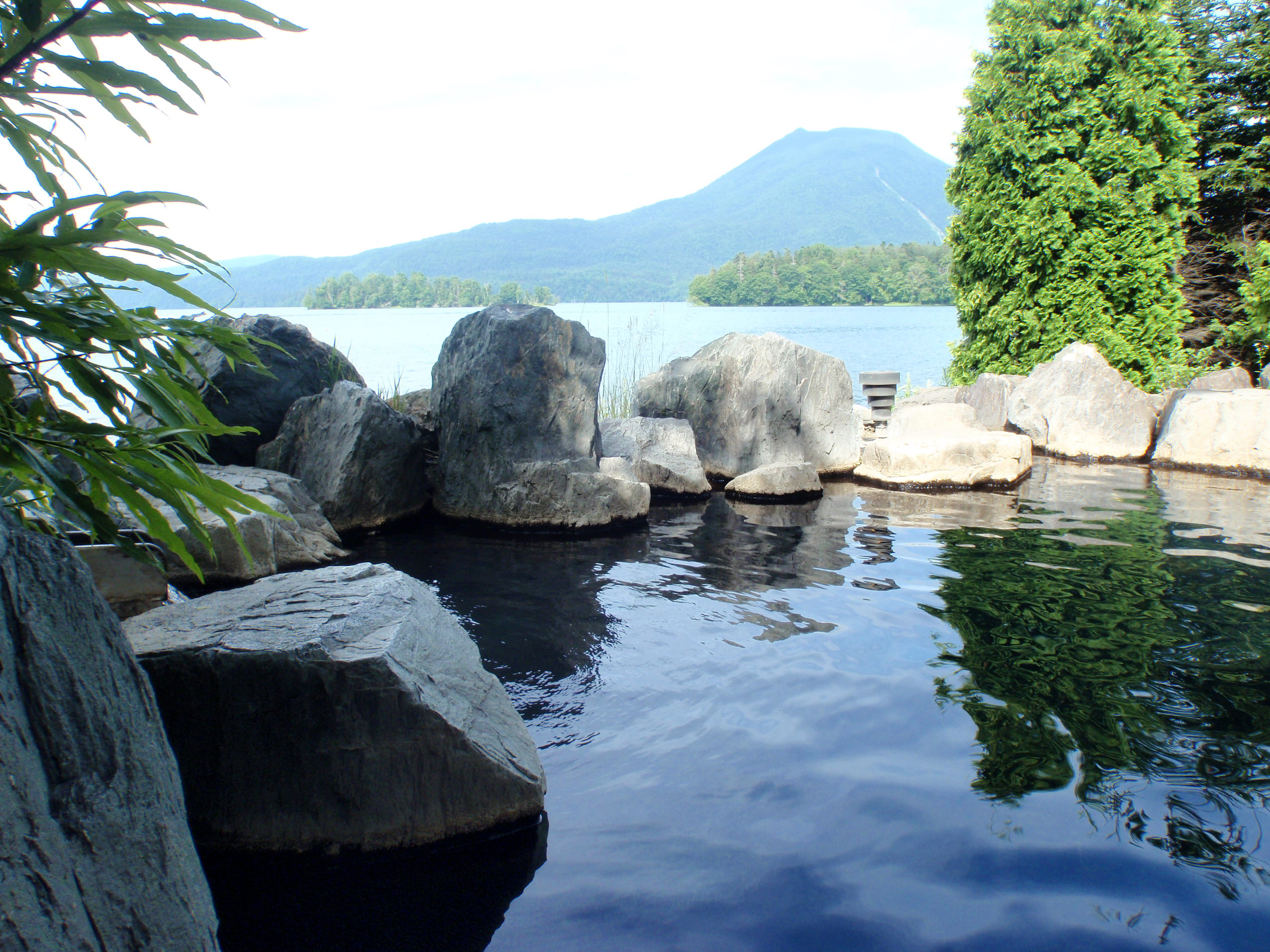
阿寒湖温泉

釧路市の阿寒湖温泉は、2002年（平成14年）の169.5万人をピークとして観光入込客数が減少し、2013年（平成25年）度には96.7万人とピーク時からおよそ4割減少した。そこで同年、阿寒湖温泉旅館組合は臨時総会で入湯税引き上げを決議し、同組合の事務局を務める阿寒観光協会まちづくり推進機構は独自財源研究会を設立して、公益財団法人日本交通公社観光政策研究部と共同で入湯税に関するアンケート調査を、阿寒湖温泉来訪者に対して実施した。その結果、来訪者が（阿寒湖温泉に対し）金銭面で協力することについて、「使途が明確になっていれば、積極的に協力したい」（50.7%）、「これからは地元だけではなく、来訪客も積極的に協力したい」（18.5%）という前向きな回答が寄せられ、入湯税の追加負担額として「151 - 200円」（30.1%）、「101 - 150円」（21.6%）が多く挙げられた。
この調査結果を踏まえ、阿寒湖温泉は釧路市に対し超過課税を要望し、市は2015年（平成27年）度からの10年間の期限付きで入湯税を250円（100円上乗せ）とすることを議決した。先のアンケートで「使途が明確になっていれば」という回答が過半数を超えたことを踏まえ、上乗せ徴収分は「釧路市観光振興臨時基金」として積み立て、使途を観光振興に限定し、市と地域団体との間で事業をすり合わせた上で、補助金として拠出することになった。
入湯税の超過課税による宿泊者数の減少も懸念されたが、超過課税実施前の2014年（平成26年）度と実施後の2016年（平成28年）度を比較すると、宿泊者数は129万人から145万人（1.12倍）、入湯税収入は108百万円から157百万円（1.45倍）に増加した。
釧路市の例では入湯税を引き上げても宿泊者数は増加したが、標準税率より低い100円に設定していた新潟県十日町市が標準税率と同じ150円に引き上げたところ、宿泊者数は引き上げ前に比べて4万5千人減少し、入湯税収入は1.69倍増加した。

#### 那須塩原市の事例

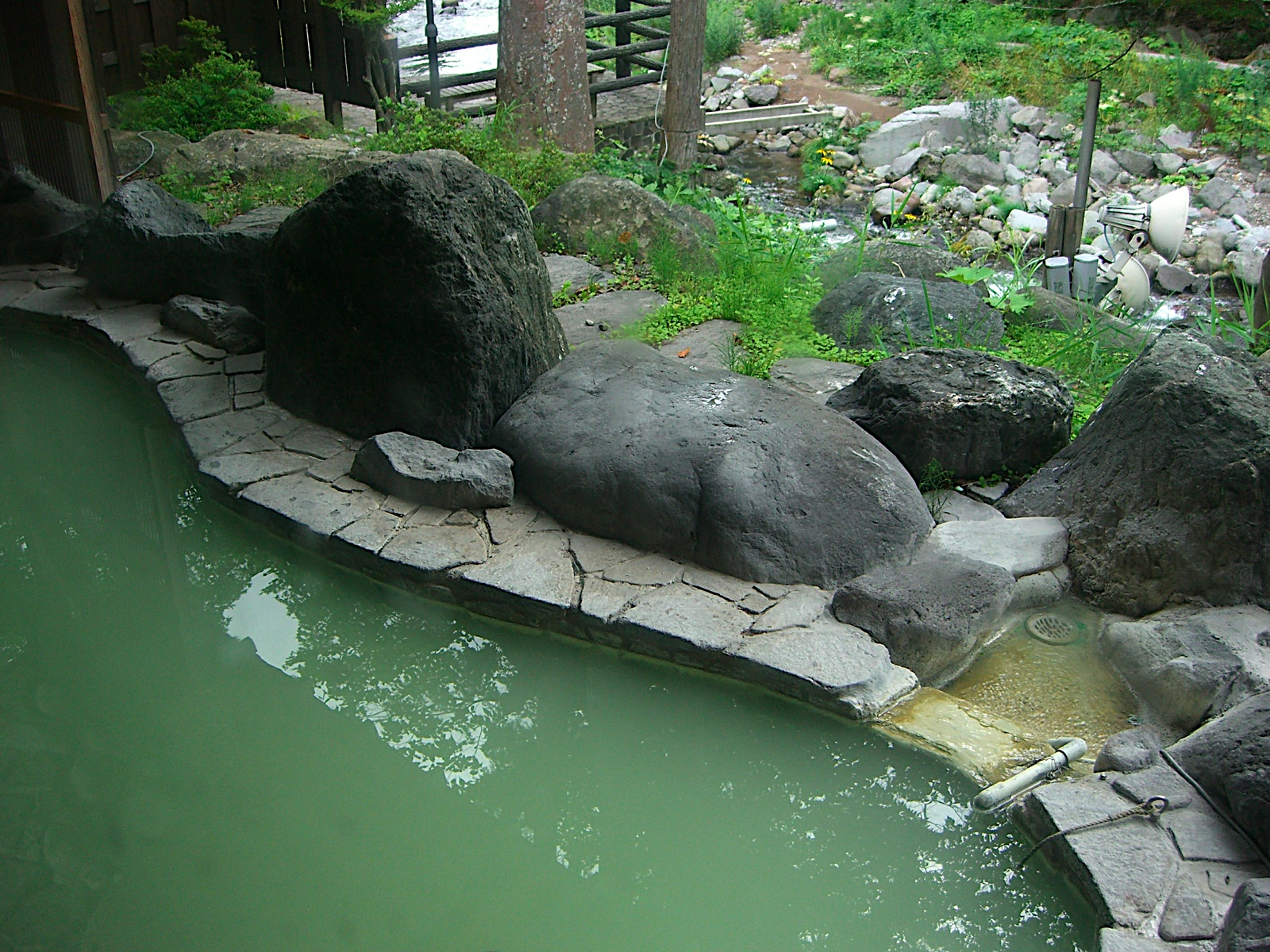
塩原元湯温泉

栃木県那須塩原市では、渡辺美知太郎市長が観光関係者約600人に毎月PCR検査を実施し、新型コロナウイルス感染症対策をアピールすることを提案し、入湯税を200円引き上げて検査費用の一部に充当することを表明した。売り上げがコロナ禍前の95%減となった板室温泉では賛同が多数を占めたが、塩原温泉では反対多数となった。その後、市側と事業者の間で話し合いがもたれ、入湯税の一律200円引き上げを見送り、宿泊料金に応じて3段階の引き上げ額を設定することを市議会が可決した。2020年（令和2年）12月1日に入湯税の引き上げが実施された。
入湯税引き上げの議決後、反対派の多かった塩原温泉旅館協同組合も市に協力することで合意した。しかし、2020年（令和2年）10月から始まった毎月PCR検査の受検者は、11月30日までにのべ63人と目標（600人）の10分の1ほどにとどまった。これを受け、市は旅館・ホテルの従業員がPCR検査を受ける際の自己負担額3,000円を無料化し、医療機関へ赴くことなく受検できるよう、検体の郵送提出や市による回収を開始した。入湯税の引き上げ措置は2022年（令和4年）3月31日までの予定であったが、2021年（令和3年）9月30日に前倒しで終了し、元の税率に戻した。
市当局は、この取り組みが世界の持続可能な観光地トップ100選に選ばれたなどとして、大成功だったと総括した。一方、収入見込み（年間8000万円）の半分の額にも税収が伸びなかったことや、市内82軒のうち27軒しかPCR検査に協力しなかったこと、協力した宿泊施設でも月1回の検査では安全証明にならないと思っていたことを朝日新聞が報じている。

## 入湯税収入額の多い市町村
入湯税の税率は市町村によって異なるが、入湯税を徴収する市町村の9割が標準税率（150円）を採用することから、入湯税収入の多寡は「人気の温泉地」を図る指標の1つとなりうる。以下は2019年（平成31年/令和元年）度決算に基づく、入湯税収入額の多い上位10市町村である。入湯税は989市町村が課税しているが、上位10市町村で日本全体の入湯税収入（224億9773万2千円）の16.4%を占める。
| 順位 | 市町村名 | 都道府県 | 主な温泉地                                   | 入湯税（千円） |
| ---- | -------- | -------- | -------------------------------------------- | -------------- |
| 1    | 箱根町   | 神奈川県 | 箱根温泉郷                                   | 620,737        |
| 2    | 別府市   | 大分県   | 別府温泉郷                                   | 465,010        |
| 3    | 熱海市   | 静岡県   | 熱海温泉                                     | 464,746        |
| 4    | 札幌市   | 北海道   | 定山渓温泉                                   | 387,698        |
| 5    | 日光市   | 栃木県   | 鬼怒川温泉・川治温泉・湯西川温泉・奥鬼怒温泉 | 366,820        |
| 6    | 伊東市   | 静岡県   | 伊東温泉                                     | 342,008        |
| 7    | 神戸市   | 兵庫県   | 有馬温泉                                     | 288,325        |
| 8    | 大阪市   | 大阪府   | なにわ温泉                                   | 264,508        |
| 9    | 高山市   | 岐阜県   | 奥飛騨温泉郷・飛騨高山温泉                   | 245,368        |
| 10   | 函館市   | 北海道   | 湯の川温泉                                   | 236,119        |

以下は2018年（平成30年）度決算に基づく、入湯税収入額の多い上位10市町村である。同年度は992市町村が入湯税を課しているが、上位10市町村で日本全体の入湯税収入（223億6437万6千円）の15.8%を占める。
| 順位 | 市町村名 | 都道府県 | 主な温泉地                                   | 入湯税（千円） |
| ---- | -------- | -------- | -------------------------------------------- | -------------- |
| 1    | 箱根町   | 神奈川県 | 箱根温泉郷                                   | 683,722        |
| 2    | 熱海市   | 静岡県   | 熱海温泉                                     | 439,575        |
| 3    | 札幌市   | 北海道   | 定山渓温泉                                   | 408,322        |
| 4    | 日光市   | 栃木県   | 鬼怒川温泉・川治温泉・湯西川温泉・奥鬼怒温泉 | 384,695        |
| 5    | 伊東市   | 静岡県   | 伊東温泉                                     | 353,199        |
| 6    | 別府市   | 大分県   | 別府温泉郷                                   | 320,640        |
| 7    | 神戸市   | 兵庫県   | 有馬温泉                                     | 277,245        |
| 8    | 高山市   | 岐阜県   | 奥飛騨温泉郷・飛騨高山温泉                   | 245,935        |
| 9    | 加賀市   | 石川県   | 山中温泉・山代温泉・片山津温泉               | 233,133        |
| 10   | 函館市   | 北海道   | 湯の川温泉                                   | 203,679        |

都道府県別に集計すると、2016年（平成28年）度の入湯税収入が最も多いのは北海道（24.23億円）で、以下静岡県（16.94億円）、長野県（12.70億円）、神奈川県（9.52億円）、群馬県（8.99億円）と続き、最も少ないのは奈良県（0.41億円）である。同年度の地方税収入に占める入湯税の比率が最も高いのは山梨県で0.3%を超え、以下秋田県、長野県、山形県、大分県と続き、最も低いのは埼玉県である。

### 長期統計
1986年（昭和61年）に箱根町と熱海市の入湯税収入額の順位が入れ替わった。
| 年度 | 1位    | 入湯税（千円） | 2位    | 入湯税（千円） | 3位    | 入湯税（千円） | 4位    | 5位    | 出典   |
| ---- | ------ | -------------- | ------ | -------------- | ------ | -------------- | ------ | ------ | ------ |
| 1989 | 箱根町 | 702,993        | 熱海市 | 602,366        | 藤原町 | 457,494        | 加賀市 | 伊東市 | [ 77 ] |
| 1990 | 箱根町 | 719,246        | 熱海市 | 627,900        | 藤原町 | 455,708        | 伊東市 | 加賀市 | [ 77 ] |
| 1991 | 箱根町 | 723,136        | 熱海市 | 627,989        | 藤原町 | 471,095        | 伊東市 | 加賀市 | [ 77 ] |
| 1992 | 箱根町 | 705,831        | 熱海市 | 575,982        | 藤原町 | 479,627        | 伊東市 | 加賀市 | [ 77 ] |
| 1993 | 箱根町 | 692,336        | 熱海市 | 537,356        | 藤原町 | 490,760        | 伊東市 | 別府市 | [ 78 ] |
| 1994 | 箱根町 | 698,839        | 熱海市 | 536,239        | 藤原町 | 462,971        | 伊東市 | 別府市 | [ 78 ] |
| 1995 | 箱根町 | 705,983        | 熱海市 | 520,294        | 藤原町 | 453,776        | 伊東市 | 別府市 | [ 78 ] |
| 1996 | 箱根町 | 705,417        | 熱海市 | 526,361        | 藤原町 | 419,130        | 伊東市 | 別府市 | [ 78 ] |
| 1997 | 箱根町 | 696,677        | 熱海市 | 493,274        | 藤原町 | 400,361        | 伊東市 | 別府市 | [ 79 ] |
| 1998 | 箱根町 | 657,345        | 熱海市 | 463,676        | 藤原町 | 391,145        | 伊東市 | 札幌市 | [ 79 ] |
| 1999 | 箱根町 | 617,850        | 熱海市 | 439,115        | 札幌市 | 375,756        | 藤原町 | 伊東市 | [ 79 ] |
| 2000 | 箱根町 | 626,518        | 熱海市 | 445,447        | 藤原町 | 395,665        | 札幌市 | 別府市 | [ 79 ] |
| 2001 | 箱根町 | 715,428        | 熱海市 | 452,178        | 札幌市 | 383,258        | 藤原町 | 伊東市 | [ 80 ] |
| 2002 | 箱根町 | 707,162        | 熱海市 | 428,512        | 札幌市 | 384,692        | 藤原町 | 伊東市 | [ 80 ] |
| 2003 | 箱根町 | 708,271        | 熱海市 | 414,652        | 札幌市 | 388,552        | 伊東市 | 藤原町 | [ 80 ] |
| 2004 | 箱根町 | 700,861        | 熱海市 | 413,810        | 札幌市 | 392,047        | 伊東市 | 藤原町 | [ 80 ] |
| 2005 | 箱根町 | 686,274        | 日光市 | 434,475        | 熱海市 | 422,022        | 札幌市 | 伊東市 | [ 81 ] |
| 2006 | 箱根町 | 705,594        | 札幌市 | 453,948        | 日光市 | 419,850        | 熱海市 | 伊東市 | [ 81 ] |
| 2007 | 箱根町 | 712,217        | 札幌市 | 461,326        | 熱海市 | 408,863        | 日光市 | 伊東市 | [ 81 ] |
| 2008 | 箱根町 | 700,350        | 札幌市 | 451,245        | 熱海市 | 410,971        | 日光市 | 伊東市 | [ 81 ] |
| 2009 | 箱根町 | 677,700        | 札幌市 | 422,768        | 熱海市 | 395,302        | 日光市 | 伊東市 | [ 82 ] |
| 2010 | 箱根町 | 692,569        | 札幌市 | 395,178        | 熱海市 | 389,746        | 日光市 | 伊東市 | [ 82 ] |
| 2011 | 箱根町 | 632,263        | 札幌市 | 425,852        | 熱海市 | 328,368        | 日光市 | 伊東市 | [ 82 ] |
| 2012 | 箱根町 | 689,812        | 札幌市 | 428,341        | 日光市 | 402,864        | 熱海市 | 伊東市 | [ 82 ] |
| 2013 | 箱根町 | 687,204        | 札幌市 | 420,167        | 熱海市 | 397,520        | 日光市 | 伊東市 | [ 83 ] |
| 2014 | 箱根町 | 720,271        | 熱海市 | 422,133        | 札幌市 | 420,708        | 日光市 | 神戸市 | [ 83 ] |
| 2015 | 箱根町 | 591,019        | 札幌市 | 443,440        | 熱海市 | 440,436        | 伊東市 | 日光市 | [ 83 ] |
| 2016 | 箱根町 | 684,712        | 熱海市 | 435,781        | 札幌市 | 397,026        | 日光市 | 伊東市 | [ 83 ] |
| 2017 | 箱根町 | 717,890        | 熱海市 | 446,167        | 札幌市 | 431,917        | 日光市 | 伊東市 | [ 84 ] |
| 2018 | 箱根町 | 683,722        | 熱海市 | 439,575        | 札幌市 | 408,322        | 日光市 | 伊東市 | [ 84 ] |
| 2019 | 箱根町 | 620,737        | 別府市 | 465,010        | 熱海市 | 464,746        | 札幌市 | 日光市 | [ 73 ] |

## 使途

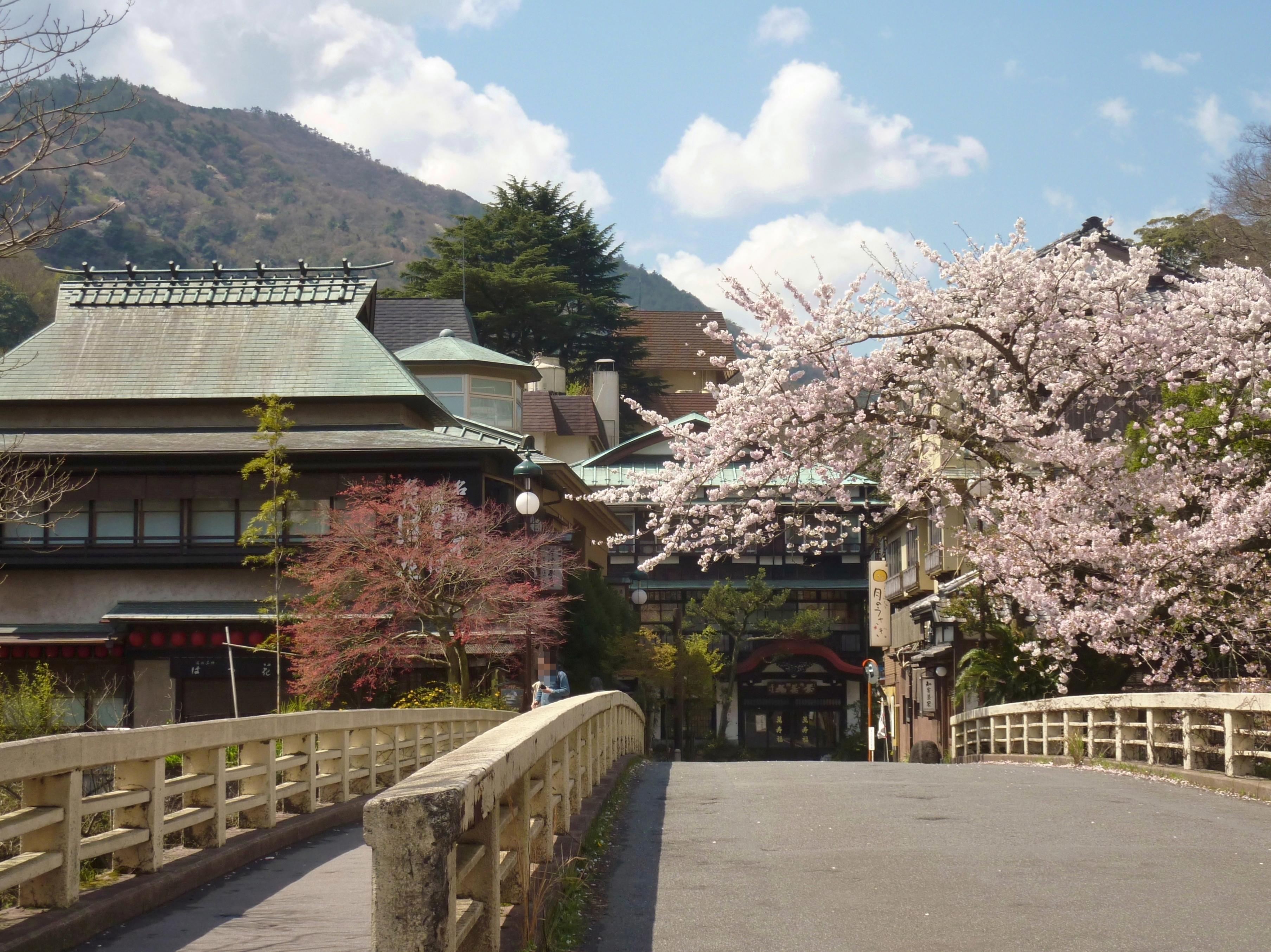
箱根湯本温泉

地方税法で規定された入湯税の課税目的は次の4つである。
1. 環境衛生施設の整備
2. 鉱泉源の保護管理施設の整備
3. 消防施設その他消防活動に必要な施設の整備
4. 観光の振興（観光施設の整備を含む）

実際の使途は市町村によって異なる。例えば岐阜県下呂市（下呂温泉）では、入湯税収入1.5億円のうち5千万円を基金に、残る1億円を観光振興予算に充当する。神奈川県箱根町（6億8470万円/2016年〔平成28年〕度）では、環境衛生施設整備費に4億1171万円（60.1%）、観光振興費（誘客・宣伝など）に1億7246万円（25.2%）、観光施設整備費に8451万円（12.3%）、消防関連費に1603万円（2.3%）を、群馬県草津町（2億2666万円/2016年〔平成28年〕度）では、湯畑・西の河原周辺整備費に1億100万円（44.6%）、観光協会運営費等に3500万円（15.4%）、イベント・宣伝関係費に1300万円（5.7%）をそれぞれ支出している。熱海市では51%を観光振興に、札幌市では68%を観光振興に、残りを消防施設等に充て、環境衛生施設には使用していない。
ほとんどの市町村では入湯税を一般財源に繰り入れ、観光費の一部に充当しているようであるが、詳細を公開していないため、多くの市町村では使途が不明である。一方で時代の変化により「温泉地特有の環境」も変化しており、一般財源化している現状を正すのは大きな障害が見込まれる、という行政側からの指摘がある。入湯税が設定された頃はインフラ整備が遅れていたため課税目的と使途は一致していたが、平成時代以降はある程度インフラが整ったため、使途に関する議論が高まっている。
また、市町村合併により、従来は温泉地の観光のために使われていた入湯税が、温泉地に直接恩恵をもたらさない地域の観光振興に使われる例もあり、入湯税の特別徴収義務者である温泉地の宿泊施設から不満が出ている。公平性の観点から、地域の観光振興の財源が入湯税でよいのかという指摘もある。温泉まちづくり研究会は、温泉地のまちづくりを議論するために入湯税の収入と支出を情報公開すべきとの提言を2011年（平成23年）5月に行っている。

### 鳥羽市の事例
三重県鳥羽市は、温泉宿があるにもかかわらず、温泉開発が民間主導であり市が源泉を持っていないことや、運び湯の旅館も多いことなどを理由として、入湯税を徴収していなかった。鳥羽市は民間と協議を重ね、使途比率について合意形成ができたことから、2007年（平成19年）4月より入湯税の徴収を開始した。2006年（平成18年）度までは入湯税収入が0だったが、2019年（平成31/令和元年）度の収入は1億7362万7千円と、日本全国で第17位（三重県1位）に位置する。
鳥羽市は「鳥羽市鉱泉源保護管理整備補助金交付規定」を制定し、使途を観光振興に5割、鉱泉源保護に3割、消防施設等と環境衛生施設に1割ずつと定めた。このうち鉱泉源保護の分は鳥羽市温泉振興会へ補助金として交付し、残る7割は「鳥羽市観光振興基金」として積み立て、適宜、観光振興事業に使うという仕組みを導入した。使途は観光基本計画やアクションプログラムに明記されたものに限定し、基金は財政課が管理することになった。
基金化したことで、単年度主義・予算主義に陥らずに済むという利点がある。例えば、東日本大震災が発生した際に、基金を利用してすぐに観光キャンペーンを打つことができた。また基金の創設により、観光行政を担当する職員数や観光関連の予算が増加した。市観光課では、基金の使い勝手が良いだけに、結果・成果をきちんと示す必要があると考えている。